# Alternative Press Music Award for Most Dedicated Fanbase
Der Alternative Press Music Award for Most Dedicated Fanbase, auf Deutsch „Alternative Press Music Award für die beste Anhängerschaft“ ist ein Musikpreis, der seit 2014 bei den jährlich stattfindenden Alternative Press Music Awards verliehen wird. Ausgezeichnet werden Künstler, die nach Meinung der Leser des Alternative Press die beste Anhängerschaft haben.

## Hintergrund
Am 24. April 2014 verkündete das US-amerikanische Musikmagazin Alternative Press, welches sich auf Punk, Hardcore und deren Subgenres spezialisiert hat, die erstmalige Verleihung der Alternative Press Music Awards. Begründet wurde dies damit, „dass das Alternative Press bereits seit 30 Jahren die führende Stimme in dieser Musik und dem Lebensstil sei und man nun endlich eine Nacht habe, um diesen zu zelebrieren.“
Die erste Awardverleihung fand am 21. Juli 2014 im Rock and Roll Hall of Fame Museum in Cleveland, Ohio statt. Die Leser des Musikmagazins konnten zunächst in zwölf Kategorien für ihre Favoriten stimmen, welche zuvor vom Magazin nominiert wurden. Darunter befand sich auch die Kategorie für die Beste Anhängerschaft. Im ersten Jahr gewann die US-amerikanische Hard-Rock-Band Black Veil Brides diese Auszeichnung. Im Folgejahr gewannen All Time Low diesen Preis. 2016 erhielt die Melodic-Hardcore-Band The Ghost Inside die Ehrung in dieser Kategorie.

## Statistik
Die Auszeichnung ging bisher bei drei Verleihungen an drei verschiedene Künstler. Alle drei bisherigen Preisträger, Pierce the Veil, The Ghost Inside und A Day to Remember kommen aus den Vereinigten Staaten. All Time Low und Mayday Parade, sowie das Duo twenty one pilots wurden bisher am häufigsten in dieser Kategorie nominiert.

## Gewinner und Nominierte Künstler

### Seit 2014
| Jahr               | Künstler / Band   | Nationalität       | Weitere nominierte Künstler                                                                | Bilder der Künstler     |
| ------------------ | ----------------- | ------------------ | ------------------------------------------------------------------------------------------ | ----------------------- |
| 2014 21. Juli 2014 | Black Veil Brides | Vereinigte Staaten | - All Time Low - Avenged Sevenfold - Mayday Parade - My Chemical Romance - Pierce the Veil | Black Veil Brides, 2013 |
| 2015 22. Juli 2015 | All Time Low      | Vereinigte Staaten | - Crown the Empire - Fall Out Boy - Motionless in White - Paramore - twenty one pilots     | All Time Low, 2008      |
| 2016 18. Juli 2016 | The Ghost Inside  | Vereinigte Staaten | - Issues - Mayday Parade - New Years Day - PVRIS - The Maine                               | The Ghost Inside, 2015  |
| 2017 17. Juli 2016 | twenty one pilots | Vereinigte Staaten | - Melanie Martinez - Motionless in White - Paramore - PVRIS - Sleeping with Sirens         |                         |

## Besondere Vorkommnisse
Nachdem Black-Veil-Brides-Sänger Andy Biersack bei den ersten Alternative Press Music Awards den Preis für die beste Fangemeinde entgegennahm, sprang er über die Barriere vor der Bühne und überreichte den Skully an einem Fan der Band im Publikum. Er sagte, dass dieser Preis nicht der Band, sondern den Fans gehören sollte. Nach der Übergabe des Musikpreise bei der Awardshow am 18. Juli 2016 an The Ghost Inside stand die Band erstmals nach dem verheerenden Unfall im November 2015, bei der zwei Menschen ums Leben kamen und die Musiker schwer verletzt wurden, auf dem Podium. Sänger Jonathan Vigil sagte in seiner Ansprache, dass er eigentlich nicht mehr vorhatte auf die Bühne zurückzukehren. Allerdings habe die Anhängerschaft seine Meinung ändern können.